# Ritratto di Sir Richard Southwell

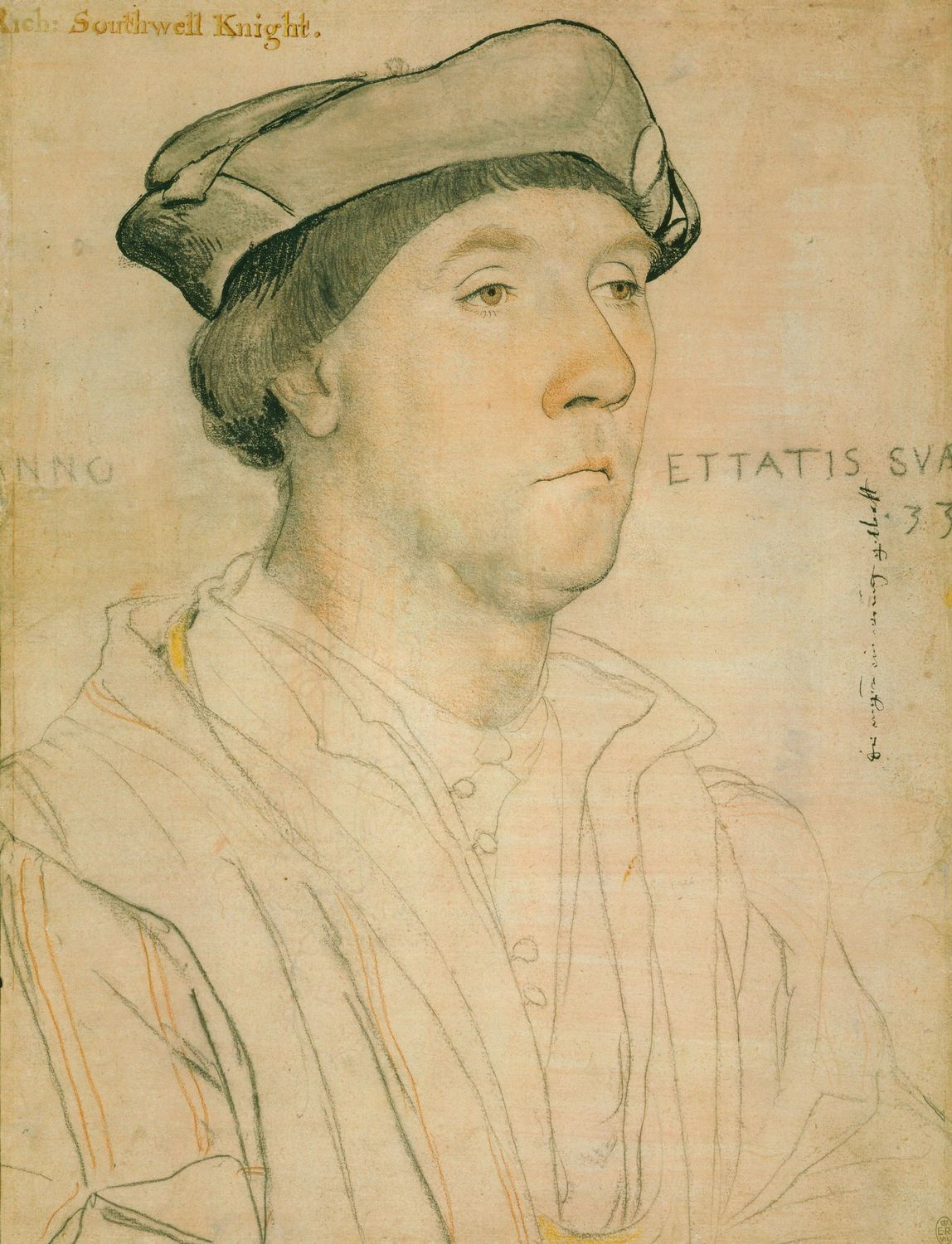
Disegno preparatorio

Il Ritratto di Sir Richard Southwell è un dipinto a olio su tavola (47,5x38 cm) di Hans Holbein il Giovane, datato 1536 e conservato nella Galleria degli Uffizi a Firenze.

## Storia
Con una lettera del 12 settembre 1620 Cosimo II de' Medici chiese al duca di Arundel Thomas Howard un ritratto del grande pittore tedesco, per colmare una lacuna delle proprie collezioni d'arte. L'opera venne concessa ed arrivò a Firenze nell'aprile 1621, quando Cosimo era già morto da due mesi.
Si tratta di un'opera della fase matura del pittore, di cui esiste un disegno preparatorio con l'iscrizione "Southwell Knight" nelle collezioni reali del castello di Windsor. Al Louvre ne esiste poi una copia portata a Parigi all'epoca di Napoleone Bonaparte, con sul retro un sigillo della famiglia Newton.

## Descrizione e stile
Sir Richard Southwell era un importante personaggio della corte di Enrico VIII e venne ritratto da Holbein, da poco pittore di corte, nel 1536 all'età di 33 anni, come si legge sull'iscrizione: X° IVLII ANNO H[ENRICI] VIII XXVIII° / ETATIS SUAE ANNO XXXIII.
L'opera aveva una perduta cornice in ebano, della quale restano solo i medaglioni decorativi in argento, con gli stemmi dei Medici, degli Arundel, di Southwell e il nome del pittore, risalenti probabilmente al confezionamento del dono per il Granduca (oggi sono esposti in una teca sotto il dipinto).
Il soggetto è ritratto di tre quarti, girato verso destra, e tagliato a mezzafigura, con i gomiti appoggiati su un invisibile parapetto o su dei braccioli, in modo da mostrare anche le mani, dove si intravede un anello. Il volto imperturbabile è indagato con minuzia, con dettagli di grande realismo come la barba appena ricresciuta dopo la rasatura, il mento già lievemente rilassato, il naso grosso, le labbra sottili. Nell'estrema precisione lenticolare dell'osservazione di Holbein non sfuggirono le cicatrici della tubercolosi, visibili sulla fronte e sotto il mento. 
In primo piano, la manica dell'abito di velluto bruno, è messa in evidenza dalle pennellate luminose sulle pieghe. Alcuni gioielli sono indossati con disinvoltura, come la catena d'oro e la spilla sulla berretta nera.